# 콘 클러치

콘 클러치의 개략도:
1. 콘: 암콘(녹색), 수콘(블루)
2. 축: 수콘은 스플라인 상에서 미끄럼 운동한다.
3. 마찰 재료: 일반적으로 암콘에 부착되나, 이 그림에서는 수콘에 부착됨.
4. 스프링: 클러치 컨트롤을 사용한 이후 수콘을 원위치로 돌려놓는다.
5. 클러치 컨트롤: 밀어서 두 콘을 분리한다.
6. 회전 방향: 두 방향 모두 가능하다.

콘 클러치는 디스크 또는 플레이트 클러치와 같은 목적으로 사용된다. 그러나 콘클러치는 두개의 회전하는 원판들을 연결할 때 두개의 원뿔형 표면의 마찰으로 토크를 전달한다.
콘 클러치는 쐐기의 원리를 이용하고, 표면적을 넓혀주기 때문에 플레이트나 디스크 클러치보다 더 큰 토크를 전달할 수 있다. 콘 클러치는 한때 자동차나 기타 연소엔진 변속기에 널리 사용되었지만 지금은 일반적으로 낮은 주속이 적용되는 곳에 사용된다.
콘클러치는 지금은 주로 경주나 랠리, 익스트림 오프로드 자동차에서 전문가를 위한 동력전달장치로 국한되어있다. 또한 모터보트에 주로 사용되기도 한다. 그 이유는 클러치를 끝까지 밀어넣을 필요가 없으며, 기어의 변화가 더 빠르기 때문이다. 작은 콘 클러치는 수동 변속기에서 동기화 기계와 일부 미끄러짐-제한 차분장치에 사용된다.